# Friends of Lulu
Friends of Lulu (Freunde von Lulu) war eine 1997 von Trina Robbins und anderen Zeichnerinnen gegründete Non-Profit-Organisation in den Vereinigten Staaten von Amerika.
Der Name leitet sich von der Comic-Heldin Little Lulu von 'Marge' (Marjorie Henderson Buell) aus den 1940er Jahren ab, die unbeirrt von gesellschaftlichen Konventionen um die Aufnahme in den Boys Club kämpfte. Friends of Lulu förderte die Beteiligung von Frauen in der Comicindustrie und bildete soziale Netzwerke, um Kommunikation zwischen Künstlerinnen und Frauen in anderen Bereichen wie Verlagswesen, Vertrieb und Verkauf zu ermöglichen. Ein weiteres Ziel war, die Anzahl von Frauen in der Leserschaft zu erhöhen. Unabhängig vom Geschlecht konnte jeder Mitglied werden, der die Ziele der Organisation unterstützte.
Die Organisation gab unter anderem Anthologien heraus und bot Interessierten eine Auswahl lesenswerter Comics auf der Homepage.
Im Jahr 2011 wurde Friends of Lulu nach dem Verlust der Steuerbefreiung durch die IRS und internen Problemen aufgelöst.

## Lulu Awards
Die seit 1997 jährlich vergebenen „Lulu Awards“ zeichnen Künstlerinnen aus, die sich in besonders erwähnenswerter Weise mit dem Thema „Frau im Comic“ auseinandersetzen und dadurch „Comics für Frauen“ schreiben. Neben der Aufnahme einer Künstlerin in die „Women Cartoonists Hall of Fame“ wird der nach der Autorin Kim Yale benannte „Kimberly Yale Award“ an eine junge Nachwuchskünstlerin und der „Lulu of the Year“ vergeben. Die Preisvergabe findet im Rahmen der Comicmesse Comic-Con International in San Diego statt.

### Preisträgerinnen

#### 1997
- Women Cartoonists Hall of Fame: Marie Severin
- Lulu of the Year: Trina Robbins
- Kim Yale Award for Best New Talent: Jessica Abel

#### 1998
- Women Cartoonists Hall of Fame: Dale Messick
- Lulu of the Year: Sarah Dyer
- Kim Yale Award for Best New Talent: Carla Speed McNeil

#### 1999
- Women Cartoonists Hall of Fame: Ramona Fradon
- Lulu of the Year: Jill Thompson
- Kim Yale Award for Best New Talent: Devin Grayson

#### 2000
- Women Cartoonists Hall of Fame: Marge Henderson Buell
- Lulu of the Year: Trina Robbins
- Kim Yale Award for Best New Talent: Rachel Hartman

#### 2001
- Women Cartoonists Hall of Fame: Trina Robbins, Hilda Terry
- Lulu of the Year: Trina Robbins, Anne Timmons
- Kim Yale Award for Best New Talent: Anne Timmons

#### 2002
- Women Cartoonists Hall of Fame: Lynn Johnston
- Lulu of the Year: Sequential Tart (Marcia Allass - Editor)
- Kim Yale Award for Best New Talent: Ashley-Jane Nicholaus, Gisèle Lagacé

#### 2003
- Women Cartoonists Hall of Fame: Wendy Pini
- Lulu of the Year: Joe Field
- Kim Yale Award for Best New Talent: Raina Telgemeier

#### 2004
- Women Cartoonists Hall of Fame: Lynda Barry
- Lulu of the Year: Lea Hernandez
- Kim Yale Award for Best New Talent: Lark Pien

#### 2005
- Women Cartoonists Hall of Fame: Donna Barr
- Lulu of the Year: Shaenon Garrity
- Kim Yale Award for Best New Talent: Vera Brosgol

#### 2006
- Women Cartoonists Hall of Fame: Roberta Gregory
- Lulu of the Year: Scholastic/Graphix
- Kim Yale Award for Best New Talent: Leigh Dragoon

#### 2007
- Women Cartoonists Hall of Fame: Colleen Doran
- Lulu of the Year: Abby Denson
- Kim Yale Award for Best New Talent: Rachel Nabors

#### 2008
- Women Cartoonists Hall of Fame: Nell Brinkley
- Lulu of the Year: Marjane Satrapi
- Kim Yale Award for Best New Talent: Martina Fugazzotto

#### 2009
- Best New Talent: Kate Beaton
- Lulu Of The Year: Danielle Corsetto (Girls With Slingshots)
- Woman Of Distinction Award: Joanne Carter Siegel
- Award For Most Kid-Friendly Work: Rapunzel’s Revenge
- Female Comic Creator’s Hall Of Fame Inductee: Gail Simone
- Best Female Character: Monica Villarreal (Wapsy Square)

#### 2010
- Best New Talent: Kathryn Immonen, ‘’The Runaways’’
- Lulu of the Year: Kate Beaton
- Woman of Distinction Award: Lauren Sankovitch
- Award for Best Kid-Friendly Work: Diana Nock, ‘’The Intrepid Girlbot’’
- Female Cartoonists Hall of Fame: Alison Bechdel
- Best Female Character: Ramona Flowers (Scott Pilgrim)